# آزيلسارتان

آزيلسارتان، بصورته الفعالة

آزيلسارتان هو إحدى الأدوية التابعة لمجموعة ضادات مستقبلات أنجيوتنسين II التي تستخدم في علاج ارتفاع ضغط الدم. تنتجه شركة تاكيدا اليابانية تحت اسم إداربي (Edarbi) على صورة آزيلسارتان ميدوكزوميل، وهو دواء أولي (Prodrug) والذي يتحول نتيجة الأيض إلى آزيلسارتان.
أقرت إدارة الأغذية والأدوية الأمريكية (FDA) استخدامه لعلاج ارتفاع ضغط الدم في 25 شباط 2011. أما قسم صحة كندا (Health Canada) فقد أقر استخدامه لعلاج ارتفاع ضغط الدم المعتدل والمتوسط في 8 آذار 2012.
ويتوفر بجرعتي 40 و80 ملغ، ويتوفر كذلك في تركيبة مع المدرر كلورتاليدون.
1. ↑  azilsartan، معهد المعلوماتية الحيوية الأوروبي، QID:Q902623
2. ↑  AZILSARTAN، QID:Q6120337
3. ↑  "FDA approves Edarbi to treat high blood pressure" (Press release). U.S. Food and Drug Administration (FDA). 25 فبراير 2011. مؤرشف من الأصل في 2017-01-18. اطلع عليه بتاريخ 2011-03-01. "نسخة مؤرشفة". مؤرشف من الأصل في 2017-01-18. اطلع عليه بتاريخ 2012-07-27.{{استشهاد ويب}}:  صيانة الاستشهاد: BOT: original URL status unknown (link)
4. ↑  Notice of Decision for EDARBI [وصلة مكسورة] نسخة محفوظة 2020-04-04 على موقع واي باك مشين.